# 독립 성분 분석
독립 성분 분석(Independent Component Analysis, ICA)은 다변량의 신호를 통계적으로 독립적인 하부 성분으로 분리하는 계산 방법이다. 각 성분은 비 가우스 성 신호로서 서로 통계적 독립을 이루는 성분으로 구성되어 있다. 독립 성분 분석은 블라인드 신호를 분리하는 특별한 방법이다.

## 서론
독립성의 가정이 옳다면, 혼합 신호의 독립 성분 분석은 좋은 결과를 도출한다. 혼합 신호 말고도 분석을 위해 이렇게 할 수 있다. 전형적인 독립 성분 분석의 응용으로, 실내에서 녹음 된 여러 사람의 대화에서 특정 인물의 목소리를 빼내는 음원 분리가있다. 일반적으로 지연이나 반응이 없다고 가정하면 문제가 단순화된다. 고려해야 할 중요한 점은 N 개의 자원이있는 경우 개별을 분리하려면 적어도 N 개의 관측 장치 (마이크 등)가 필요하다.
이 통계적 기법은 예측되는 성분의 통계적 독립성을 최대화하도록 그 독립 성분 (요소, 잠재적 변수, 소스 등)을 찾아 낸다. 중심 극한 정리에 따르면, 비 가우스 성 (Non-Gaussianity)은 성분의 독립성을 측정하는 하나의 방법이다. 또한, 상호 정보량도 신호 간의 독립성을 측정하는 척도가 된다.
독립 성분 분석의 전형적인 알고리즘은 복잡성을 줄이기 위한 전 단계로서 중심화 (centering), 백색화 (whitening), 차원 감소 (dimensionality reduction) 등의 과정이 필요하다. 백색화와 차원 감소는 주 성분 분석 (Principal Component Analysis)과 특이 값 분해 (Singular value decomposition)로 한다. 독립 성분 분석의 알고리즘으로는 Infomax, FastICA, JADE 등이 있다. 독립 성분 분석은 블라인드 신호 분리에 중요하며 구체적인 응용이 얼마든지 있다.

## 수학적 정의
선형 독립 성분 분석은 잡음이 없는 경우와 잡음이 있는 경우로 나눌 수 있고, 잡음이 없는 독립 성분 분석은 잡음이 있는 독립 성분 분석의 특별한 경우이다. 비선형 독립 성분 분석은 그들과 다른 방법이다.

## 같이 보기
- 인자 분석
- 영상 처리
- 비음수 행렬 분해

## 참고 문헌
- Comon, Pierre (1994): "Independent Component Analysis: a new concept?" 보관됨 2016-03-04 - 웨이백 머신, Signal Processing, 36(3):287–314 (The original paper describing the concept of ICA)
- Hyvärinen, A.; Karhunen, J.; Oja, E. (2001): Independent Component Analysis, New York: Wiley, ISBN 978-0-471-40540-5( Introductory chapter )
- Hyvärinen, A.; Oja, E. (2000): "Independent Component Analysis: Algorithms and Application", Neural Networks, 13(4-5):411-430. (Technical but pedagogical introduction).
- Comon, P.; Jutten C., (2010): Handbook of Blind Source Separation, Independent Component Analysis and Applications. Academic Press, Oxford UK. ISBN 978-0-12-374726-6
- Lee, T.-W. (1998): Independent component analysis: Theory and applications, Boston, Mass: Kluwer Academic Publishers, ISBN 0-7923-8261-7
- Acharyya, Ranjan (2008): A New Approach for Blind Source Separation of Convolutive Sources - Wavelet Based Separation Using Shrinkage Function ISBN 3-639-07797-0ISBN 978-3639077971 (this book focuses on unsupervised learning with Blind Source Separation)